# Tímea Lőrincz
Tímea Lőrincz, früher Tímea Sara, (* 21. April 1992 in Gheorgheni) ist eine ehemalige rumänische Skilangläuferin.

## Werdegang
Lőrincz nahm von 2008 bis 2022 vorwiegend am Balkancup an. Dabei erreichte sie im Februar 2008 in Pigadia mit dritten Plätzen im Sprint und über 5 km Freistil ihre ersten Podestplatzierungen und errang zum Saisonende den vierten Platz in der Gesamtwertung. In der folgenden Saison belegte sie ebenfalls den vierten Platz in der Gesamtwertung. Dabei wurde sie in Mavrovo Dritte über 10 km Freistil. Im Sommer 2009 siegte sie beim Rollerski-Weltcup im Berglauf in Pigadia. In der Saison 2011/12 kam sie im Balkancup einmal auf den dritten und fünfmal auf den zweiten Rang. Im Januar 2012 holte sie beim Sprint in Pigadia ihren ersten Sieg im Balkancup und erreichte zum Saisonende den vierten Platz in der Gesamtwertung. Ihr erstes Weltcuprennen lief sie im November 2012 in Gällivare, welches sie auf dem 68. Platz über 10 km Freistil beendete. Ihr bestes Ergebnis bei den nordischen Skiweltmeisterschaften 2013 in Val di Fiemme war der 65. Platz über 10 km Freistil. Beim Balkancup in Predeal belegte sie im März 2013 den dritten Platz über 5 km klassisch und den zweiten Rang über 10 km Freistil und erreichte zum Saisonende der Saison 2012/13 den achten Platz in der Gesamtwertung des Balkancups. Zudem erreichte sie im Februar 2013 in Sotschi mit dem 48. Platz im Skiathlon ihre beste Platzierung im Weltcup. Der 49. Rang im Sprint war ihre beste Platzierung bei den Olympischen Winterspielen 2014 in Sotschi. In der Saison 2014/15 kam sie auf den zweiten Platz in der Gesamtwertung des Balkancups. Dabei holte sie drei Siege und belegte einmal den zweiten Rang. Beim Saisonhöhepunkt, den nordischen Skiweltmeisterschaften 2015 in Falun, errang sie den 54. Platz im Sprint und den 47. Rang über 10 km Freistil und im Skiathlon. In der folgenden Saison kam sie im Balkancup zweimal auf den zweiten Platz und belegte den 11. Rang in der Gesamtwertung. Ihr bestes Resultat bei den nordischen Skiweltmeisterschaften 2017 in Lahti war der 42. Platz im 30-km-Massenstartrennen. In der Saison 2017/18 holte sie vier Siege im Balkancup und belegte bei den Olympischen Winterspielen 2018 in Pyeongchang den 61. Platz im Sprint und den 53. Rang über 10 km Freistil.
In der Saison 2020/21 kam Lőrincz mit vier dritten und zwei ersten Plätzen, auf den zweiten Platz in der Gesamtwertung des Balkancups. Beim Saisonhöhepunkt, den nordischen Skiweltmeisterschaften 2021 in Oberstdorf, belegte sie den 79. Platz über 10 km Freistil und den 69. Rang im Sprint. Auch in der folgenden Saison errang sie mit vier Siege den zweiten Platz in der Gesamtwertung des Balkancups. Bei den Olympischen Winterspielen 2022 in Peking lief sie auf den 86. Platz über 10 km klassisch und auf den 78. Rang im Sprint.

## Erfolge

### Siege im Rollerski-Weltcup
| Nr. | Datum              | Ort     | Disziplin                    |
| --- | ------------------ | ------- | ---------------------------- |
| 1.  | 26. September 2009 | Pigadia | 10 km Berglauf Freistil Mst. |

### Siege bei Continental-Cup-Rennen
| Nr. | Datum            | Ort     | Disziplin       | Serie      |
| --- | ---------------- | ------- | --------------- | ---------- |
| 1.  | 14. Januar 2012  | Pigadia | Sprint Freistil | Balkan-Cup |
| 2.  | 28. Februar 2015 | Mavrovo | 5 km Freistil   | Balkan-Cup |
| 3.  | 1. März 2015     | Mavrovo | 5 km Freistil   | Balkan-Cup |
| 4.  | 8. März 2015     | Pale    | 5 km Freistil   | Balkan-Cup |
| 5.  | 12. März 2018    | Pale    | 5 km Freistil   | Balkan-Cup |
| 6.  | 13. März 2018    | Pale    | 5 km Freistil   | Balkan-Cup |
| 7.  | 17. März 2018    | Bansko  | 5 km klassisch  | Balkan-Cup |
| 8.  | 18. März 2018    | Bansko  | 5 km Freistil   | Balkan-Cup |
| 9.  | 13. März 2021    | Fundata | 5 km klassisch  | Balkan-Cup |
| 10. | 14. März 2021    | Fundata | 5 km Freistil   | Balkan-Cup |
| 11. | 5. März 2022     | Pale    | 5 km Freistil   | Balkan-Cup |
| 12. | 6. März 2022     | Pale    | 5 km Freistil   | Balkan-Cup |
| 13. | 12. März 2022    | Fundata | 5 km Freistil   | Balkan-Cup |
| 14. | 13. März 2022    | Fundata | 5 km klassisch  | Balkan-Cup |